# 高橋りか
高橋 りか（たかはし りか、1985年1月9日 - ）は、東京都出身のタレント及びグラビアアイドル。エヌフォースプロモーション 所属。高橋里華が同名で活動していた時期があるが別人である。

## 人物
- 現在の事務所に女性で一番長く所属しており、「エヌフォースの和田アキ子」とも呼ばれている[2]。
- 高校を中退している。やめた理由は、芸能人になることを決めたため[3]。
- 「夜遊びメールバトル 木曜」にて庄司ゆうことのユニット、BB☆ハイツを結成している。ユニット名は番組内で視聴者から公募。2人とも血液型がB型であり、ファンがたくさん集うようにという意味である。ユニットのキャッチフレーズは、「奇跡が産んだ名コンビ」[4]。同番組では毎週、庄司共々下ネタを連発している。アイドルMCでありながら下ネタを積極的に取り入れるトーク方針で同番組の月間メール獲得人数上位を常にキープしている。2009年5月21日放送の番組企画で下ネタを禁止された際、解禁後に下ネタ封印が非常にやりにくかったことを告白している。2009年6月25日放送回では、庄司からレズだと告白され、キスされてしまう。
- 2010年からの「夜遊びメールバトル 木曜」では、桶本ひとみとのユニット「H&C」（ハイシー）を結成している。ユニット名は視聴者から公募。最終選考で高橋が番組スタッフに一任して決定した[5]。キャッチフレーズは、「今日もあなたにビタミンあげる」[6]。
- 犬種を瞬時に言い当てられるほどの大の犬好きであり、ポメラニアン[7] を飼っている。名前は「みるく」。
- 記憶力がいい。
- トミーヒルフィガーを愛用している。
- エコバッグを普通のバッグとして持ち歩くのが嫌い[8]。
- ゆうパックのCMでエキストラとして出演したことがある[8]。
- 2008年の24時間テレビに静岡会場で「オレンジミクロ」として出演した[9]。
- はまっている酒は、ハイボール。はまっている曲は、JASMINEの「sad to say」[10]。

## エピソード
- 酒好きであり、特にビールが好物。1人でワインを2本空けたことがある[8]。
- 2009年5月28日放映分で、視聴者投稿の BB☆ラップ を歌う。
- 2009年8月27日の電車のトラブルに巻き込まれ、同日の「夜遊びメールバトル」に2時間遅刻した。番組を進行していた庄司ゆうこ共々冷や汗をかき、テーマの「冷や汗をかいた出来事」をリアルタイムで体験することとなった。

## 出演

### TV
過去に出演した番組
- マガドルTV - ウェイバックマシン（2007年1月3日アーカイブ分）（テレビ埼玉）レギュラー
- アイドルコロシアム（スカイパーフェクTV!279ch. MONDO21）
- 給与明細（テレビ東京、2005年）
- ランク王国（TBS、2006年1月8日）
- 志村屋です。（フジテレビ、2008年4月17日）
- ホリさまぁ〜ず（TBS、2009年5月12日・19日）

### インターネット放送
過去に出演した番組
- モバHO!ハッピーアワー「検索でハッピー!」（あっ!とおどろく放送局、2007年4月6日 - 6月29日）
- 昼からメールバトル（あっ!とおどろく放送局、2007年4月6日 - 6月29日）
- 出たい!作りたい!局員大集合!!（あっ!とおどろく放送局、2007年6月9日）
- 「東京ゲームショウ2007」緊急レポート（あっ!とおどろく放送局、2007年9月21日配信開始）
- おひげ電視台 （Stickam JAPAN!、2009年2月14日、2月21日）
- あっ!と生忘年会2009（あっ!とおどろく放送局、2009年12月22日）
- 夜遊びメールバトル 木曜（あっ!とおどろく放送局、2009年1月8日 - 12月24日）（10月15日を除く） BB☆ハイツ
- 夜遊びメールバトル 木曜（あっ!とおどろく放送局、2010年1月7日 - 6月24日）（3月25日を除く） H&C（ハイシー）
- メル・リプレットの占いチャンネル（うらチャン）（Stickam Japan!、2010年2月6日）
- おひげ電視台（Ustream、2010年6月19日 ）
- 夜遊びメールバトル 木曜（あっ!とおどろく放送局、2010年7月8日 - 29日）
- メル・リプレットの占いチャンネル（うらチャン）（Ustream、2010年9月11日・2011年2月5日）
- 渡部アキのアーティストリーム（Ustream、2010年10月8日 ）
- 庄司ゆうこ・高橋りかの「BB☆ハイツとお正月」（あっ!とおどろく放送局、2011年1月4日）

### 映画
- 転々（ジェネオンエンタテインメント、2007年）

### ライブ
- エヌフォースワン（Studio twl、2010年6月16日 - ）MC担当

### DVD
- 高橋りか（ビーエム・ドット・スリー、2005年9月28日）
- アイドルビデオマガジン マガドル Vol.1 （セブンエイト、2006年1月27日）
- アイドルビデオマガジン マガドル Vol.3 （セブンエイト、2006年3月31日）
- アイドルコロシアム 破滅のプロローグ（ローランズ・フィルム、2006年10月27日）
- アイドルコロシアム ザ・バトルヒロイントーナメント 1st SEASON（ローランズ・フィルム、2006年11月24日）
- アイドルコロシアム 女神たちの復活（ローランズ・フィルム、2007年2月23日）
- アイドルニッポン!!水泳大会 42の谷間（リバプール、2008年10月24日）
- ビーチボールフェアリー（日昇出版、2009年3月20日） ※サンプルムービー
- アイドル大放送 えっちなゲームに負ければくすぐり罰ゲーム 4（日昇出版、2009年3月27日）
- 熱血!! アイドル競泳部 2（日昇出版、2009年3月30日） ※サンプルムービー
- 高橋りか ぷるぷるフラフープ（日昇出版、2009年4月17日） ※サンプルムービー